# Cleora pavlitzkiae
Cleora pavlitzkiae là một loài bướm đêm trong họ Geometridae.